# 皮斯鎮區 (明尼蘇達州卡內貝克縣)
皮斯鎮區（英語：Peace Township）是位於美國明尼蘇達州卡內貝克縣的一個行政鎮區。

## 地方資料
皮斯鎮區的面積為98.43平方千米，當中陸地面積為93.29平方千米，而水域面積為5.13平方千米。根據2020年美國人口普查的數據，當地共有人口956人，而人口密度為每平方千米9.71人。